# Pristomyrmex quindentatus
Pristomyrmex quindentatus é uma espécie de formiga do gênero Pristomyrmex, pertencente à subfamília Myrmicinae.